# Six Invitational
Le Six Invitational (SI) est un championnat du monde annuel sur le jeu vidéo d'esport à cinq contre cinq Rainbow Six Siege. Produit par l'éditeur du jeu Ubisoft, le Six Invitational est le dernier événement de la saison compétitive du jeu et se compose de 20 équipes, toutes tirées des résultats finaux du classement mondial de la saison en cours. Le Six Invitational s'est d'abord tenu à Montréal, siège du studio Ubisoft travaillant sur le jeu, jusqu'à ce qu'il commence à s'exporter à l'échelle internationale à partir du Six Invitational 2021.
Le champion le plus récent est Faze, qui a remporté le Six Invitational 2025 après avoir terminé deuxième l'année précédente.

## Format
Le Six Invitational 2020 annonce d'énormes changements à la fois dans le jeu lui-même et dans la scène compétitive. Les changements comprennent la fin de la Pro League et un nouveau système basé sur des points. Ces changements dans la scène compétitive sont comparés à ceux de Dota 2 et League of Legends.

## Tournois
| Année           | Lieu                     | Équipes | Récompense | Champion            | Finaliste         |
| --------------- | ------------------------ | ------- | ---------- | ------------------- | ----------------- |
| 2017 – Xbox One | Montréal, Canada         | 6       | $100.000   | Elevate             | Team Vitality     |
| 2017 – PC       | Montréal, Canada         | 6       | $100.000   | Continuum           | eRa Eternity      |
| 2018            | Montréal, Canada         | 16      | $500.000   | PENTA Sports        | Evil Geniuses     |
| 2019            | Montréal, Canada         | 16      | $2.000.000 | G2 Esports          | Team Empire       |
| 2020            | Montréal, Canada         | 16      | $3.000.000 | Spacestation Gaming | Ninjas in Pyjamas |
| 2021            | Palais Brongniart, Paris | 20      | $3.000.000 | Ninjas in Pyjamas   | Team Liquid       |
| 2022            | Stockholm, Suède         | 20      | $3.000.000 | TSM                 | Team Empire       |
| 2023            | Montréal, Canada         | 20      | $3.000.000 | G2 Esports          | w7m esports       |
| 2024            | São Paulo, Brésil        | 20      | $3.000.000 | w7m esports         | FaZe Clan         |

### Récapitulatif par région
| Région           | Vainqueur                  | Finaliste            |
| ---------------- | -------------------------- | -------------------- |
| Amérique du Nord | 4 (2017, 2017, 2020, 2022) | 2 (2017, 2018)       |
| Europe           | 3 (2018, 2019, 2023)       | 3 (2017, 2019, 2022) |
| Amérique latine  | 2 (2021, 2024)             | 3 (2020, 2021, 2023) |
| Asie-Pacifique   | –                          | –                    |